# گولدیشتال
گولدیشتال (به آلمانی: Goldisthal) یک شهر در آلمان است که در تورینگن واقع شده‌است. گولدیشتال ۴۳۰ نفر جمعیت دارد.